# Nagyszokoly
Nagyszokoly est un village et une commune du comitat de Tolna en Hongrie.